# Дело Маттеи
«Дело Маттеи» (итал. Il Caso Mattei) — итальянский фильм-расследование 1972 года, снятый режиссёром Франческо Рози. Лента была удостоена приза «Золотая пальмовая ветвь» 25-го Каннского кинофестиваля (вместе с картиной «Рабочий класс идёт в рай» Элио Петри), а актёрская работа Джан Марии Волонте была отмечена специальным упоминанием.

## Сюжет
В основе сюжета фильма — рассказ о жизни Энрико Маттеи, одного из самых влиятельных граждан Италии, который помог существенно изменить будущее своей страны: сначала как борец за освобождение от нацистов, затем как инвестор газовой компании и, наконец, как глава Eni, государственной нефтегазовой компании. 27 октября 1962 года он погиб в результате крушения его самолёта в Миланском аэропорту за минуту до посадки. До сих пор не исключается версия, что он стал жертвой заговора.

## В ролях
- Джан Мария Волонте — Энрико Маттеи
- Луиджи Скварцина — журналист
- Фурио Коломбо — помощник Маттеи
- Питер Болдуин — Макхейл
- Ренато Романо — журналист
- Франко Грациози — министр
- Джанфранко Омбюэн — Феррари